# Fernandes Pinheiro
Fernandes Pinheiro is een gemeente in de Braziliaanse deelstaat Paraná. De gemeente telt 5.696 inwoners (schatting 2009).

## Aangrenzende gemeenten
De gemeente grenst aan Imbituva, Irati, Rebouças, São João do Triunfo en Teixeira Soares.